# Clownland
Clownland est un film muet américain réalisé par Otis Turner et sorti en 1912.

## Fiche technique
- Réalisation : Otis Turner
- Production : Carl Laemmle
- Date de sortie : États-Unis : : 22 juin 1912

## Distribution
- Joe Moore : Teddy
- William Welsh : un philanthrope
- Harry La Pearl : le clown